# Ліцей-інтернат № 23 «Кадетський корпус» з посиленою військово-фізичною підготовкою
Ліцей-інтернат №23 «Кадетський корпус» з посиленою військово-фізичною підготовкою ім. Володимира Великого — середній загальноосвітній заклад, ліцей-інтернат з посиленою військово-фізичною підготовкою у Києві.

## Історія ліцею-інтернату
Ліцей-інтернат №23 «Кадетський корпус» з посиленою військово-фізичною підготовкою Шевченківського району м. Києва — середній загальноосвітній навчально-виховний заклад І–ІІІ ступенів, що забезпечує відповідність рівня загальної середньої освіти державним стандартам освіти, єдність навчання і виховання, здійснює науково-практичну підготовку талановитої учнівської молоді, забезпечує поглиблене вивчення окремих предметів і навчання з військово-професійною спрямованістю та допрофесійною підготовкою, що передбачає проведення поглибленої допризовної та посиленої фізичної підготовки і виховання у юнаків готовності до військової служби.
У 2007 році школа-інтернат №23 I–II ступенів стала загальноосвітньою школою-інтернатом I–III ступенів, а у 2009 році набула нового статусу — ліцей-інтернат, який працює за принципом роздільного навчання та виховання хлопчиків-кадетів та дівчаток-панянок. Метою діяльності закладу є формування успішної розвиненої сучасної дівчини  та мужнього освіченого шляхетного юнака – захисника Вітчизни. 1 вересня 2009 року у ліцеї-інтернаті №23 було урочисто відкрито кадетський клас, що стало початковим етапом у відтворенні Київського кадетського корпусу. 4 грудня 2009 року в закладі  відбулася унікальна подія – перша посвята у кадети та вручення погон учням кадетського класу. У 2015 році ліцей-інтернат відсвяткував свій 55-річний ювілей.
На сьогодні у ліцеї функціонує 28 класів, з них 8 класів панянок та 20 класів кадетів, де навчаються більше 700 дітей.
Ліцей-інтернат №23 «Кадетський корпус» з посиленою військово-фізичною підготовкою Шевченківського району м. Києва надає  класичну освіту хлопчикам-кадетам з 1 по 11 клас, має належні умови цілодобового перебування, п'ятиразового харчування, медичного обслуговування, здійснює допрофільну і профільну правову та військову освіту, цікаві і змістовні виховні заходи, активний відпочинок, насичене дозвілля, спорт, музика та ін.
Дівчатка-паняночки мають змогу відвідувати  заняття «Школи успіху», де працюють студії «Хореографія», «Живопис», «Музичне мистецтво», «Рукоділля» та викладаються спецкурси «Сучасна паняночка», «Основи християнської етики»,  «Англійська мова», «Сольфеджіо», «Театральне мистецтво».
З 5 по 9 клас для юнаків-кадетів викладаються спецкурси та факультативи:  «Історія і традиції кадетства» , «Основи військової підготовки», «Історія українського війська», «Етикет», «Основи християнської етики», «Практичне право».
У 10–11 класах запроваджено правовий та військово-спортивний профілі, викладаються  курси: «Правознавство»,  «Конституційне право України», «Гуманітарне право», «Основи політології», «Військова етика і психологія», «Основи військової підготовки», «Міжнародні відносини у другій половині ХХ століття», «Етика ділової комунікації», «Політична географія», «Основи риторики».
Для розвитку особистості кадета у позаурочний час  працюють: Бюро захисту прав особистості, додаткові заняття з англійської мови «The BEST ENGLISHMAN», студія «Духовий оркестр», хореографічна студія, вокальна студія, літературно – поетична студія «Натхнення», театральна студія, спортивна секція бойових  мистецтв, регбі, бокс, футбол тощо.

## Керівництво
- Директор ліцею-інтернату — Головіхіна Наталія Михайлівна[1]
- Заступники директора  з навчально-виховної роботи — Цесаренко Тетяна Володимирівна, Артеменко Лілія Леонідівна, Рахнянська Людмила Сергіївна
- Заступник директора  з виховної роботи — Середа Алла Петрівна
- Завідувач кафедри військово-патріотичного виховання — Коваль Михайло Анатолійович.